# Deutsche Fechtmeisterschaften 1991
Bei den Deutschen Fechtmeisterschaften 1991 wurden Einzel- und Mannschaftswettbewerbe in den Disziplinen Herrendegen, Herrensäbel und Herrenflorett ausgetragen. Bei den Damen wurde neben Florett auch Degen gefochten, Meisterschaften im Damensäbel gab es erstmals 1999. Die Meisterschaften wurden vom Deutschen Fechter-Bund organisiert.

## Herren

### Florett (Einzel)
| Platz | Sportler        | Verein                |
| ----- | --------------- | --------------------- |
| 1     | Ulrich Schreck  | OFC Bonn              |
| 2     | Udo Wagner      | Dresdner SC           |
| 3     | Thorsten Becker | FC Tauberbischofsheim |

### Florett (Mannschaft)
| Platz | Verein                | Sportler |
| ----- | --------------------- | -------- |
| 1     | FC Tauberbischofsheim |          |
| 2     | OFC Bonn              |          |
| 3     | OSC Potsdam           |          |

### Degen (Einzel)
| Platz | Sportler         | Verein                |
| ----- | ---------------- | --------------------- |
| 1     | Arnd Schmitt     | Heidenheimer SB       |
| 2     | Mariusz Strzałka | FC Tauberbischofsheim |
| 3     | Michael Flegler  | FC Tauberbischofsheim |

### Degen (Mannschaft)
| Platz | Verein                | Sportler |
| ----- | --------------------- | -------- |
| 1     | FC Tauberbischofsheim |          |
| 2     | OFC Bonn              |          |
| 3     | Heidenheimer SB       |          |

### Säbel (Einzel)
| Platz | Sportler      | Verein   |
| ----- | ------------- | -------- |
| 1     | Felix Becker  | OFC Bonn |
| 2     | Ulrich Eifler | OFC Bonn |
| 3     | Jürgen Nolte  | OFC Bonn |

### Säbel (Mannschaft)
| Platz | Verein                | Sportler |
| ----- | --------------------- | -------- |
| 1     | OFC Bonn              |          |
| 2     | FC Tauberbischofsheim |          |
| 3     | TSV Bayer Dormagen    |          |

## Damen

### Florett (Einzel)
| Platz | Sportler          | Verein                |
| ----- | ----------------- | --------------------- |
| 1     | Anja Fichtel      | FC Tauberbischofsheim |
| 2     | Zita Funkenhauser | FC Tauberbischofsheim |
| 3     | Sabine Bau        | FC Tauberbischofsheim |

### Florett (Mannschaft)
| Platz | Verein                | Sportler |
| ----- | --------------------- | -------- |
| 1     | FC Tauberbischofsheim |          |
| 2     | OFC Bonn              |          |
| 3     | SC Berlin             |          |

### Degen (Einzel)
| Platz | Sportler         | Verein              |
| ----- | ---------------- | ------------------- |
| 1     | Eva-Maria Ittner | Fechtclub Offenbach |
| 2     | Dagmar Ophardt   | Fechtclub Offenbach |
| 3     | Katja Nass       | Fechtclub Offenbach |

### Degen (Mannschaft)
| Platz | Verein                | Sportler |
| ----- | --------------------- | -------- |
| 1     | Heidenheimer SB       |          |
| 2     | FC Tauberbischofsheim |          |
| 3     | OFC Bonn              |          |